# Automotrice FS RNe 8501
L'automotrice RNe 8501 delle Ferrovie dello Stato è stata un'automotrice termica a nafta, costruita nel 1926 dalle Officine di Savigliano per l'esercizio sulla ferrovia Castelvetrano-Porto Empedocle.

## Storia
Nell'ambito del proprio programma di sperimentazioni relativo alla trazione Diesel, iniziato a metà anni venti con il noleggio e l'acquisto di alcune automotrici DWK le FS vollero sperimentare sulla Castelvetrano-Porto Empedocle, parte della rete sicula a scartamento ridotto, l'utilizzo di automotrici a nafta.
Fu quindi approntata nel 1926 dalle Officine di Savigliano e dall'Ufficio Studi di Firenze l'automotrice CER. 870.001, provata in Sicilia insieme ad analoghi mezzi costruiti dalla FIAT nel 1928 (serie RCE. 862.001÷002, analoghe alle CE. 861.001÷002 a scartamento normale).
Rinominata nel 1929 RNe 8501, l'automotrice fu accantonata qualche tempo dopo e quindi demolita; la prima automotrice Diesel FS in servizio regolare sulle linee a scartamento ridotto siciliane, la RALn 60, entrò in servizio solo nel 1949.

## Caratteristiche tecniche
L'automotrice, bidirezionale, si caratterizzava per il grosso cofano ad una delle estremità. Era spinta da un motore MAN Diesel aspirato a 6 cilindri che erogava una potenza di 150 CV a 850 giri/min, accoppiato ad una dinamo: la trasmissione era elettrica. Il mezzo disponeva di due motori elettrici (accoppiabili in serie o in parallelo) che trasmettevano il moto agli assi motori mediante una coppia di ingranaggi. Come gli altri rotabili a scartamento ridotto in servizio in Sicilia, l'automotrice era dotata del freno a vuoto continuo sistema Hardy.
Il mezzo offriva 6 posti di prima classe, 39 posti di terza classe e 20 posti in piedi, e poteva raggiungere una velocità di 55 km/h.